# Neoregelia inexspectata
Neoregelia inexspectata är en gräsväxtart som beskrevs av Elton Martinez Carvalho Leme. Neoregelia inexspectata ingår i släktet Neoregelia och familjen Bromeliaceae. Inga underarter finns listade i Catalogue of Life.